# Сан-Томмазо-ай-Ченчи
Сан-Томмазо-ай-Ченчи (итал. La Chiesa di San Tommaso ai Cenci) — католическая церковь в Риме, в центре города, в районе Регола, расположенная в Монте-де-Ченчи (Monte de' Cenci); боковой выход ведёт на площадь Пьяцца делле Чинкве Сколе в районе Сант-Анджело.

## История
Церковь входит в состав Палаццо Ченчи (дворца семьи Ченчи) недалеко от берега Тибра, где в средние века стояли жернова, от которых она получила название «In capite molarum» (В голове жерновов). Одно время церковь имела название «Сан-Томмазо-Фратернитатис» (San Tommaso Fraternitatis), поскольку в течение определённого периода онa былa резиденцией «Римского братства» (Romana Fraternitas), одной из самых влиятельных и древних римских ассоциаций. От присоединённого Палаццо Ченчи, начиная с XV века, церковь получила своё современное название. Утверждение Дж. Б. Пиранези о том, что комплекс возвышался над театром Бальбо, разделяется не всеми учёными, так как в действительности церковь расположена над древнеримским храмом Диоскуров. Две статуи Диоскуров, найденные здесь, ныне украшают вершину лестницы Кампидольо (Капитолийского холма).
В записях о посещении церкви при папе Александре VII находим следующий отчет:

 Эта церковь прежде называлась «De capite molarum, nunc de Cenciis», находится в месте, называемом Монте Ченчи… В ней есть образ Спасителя и Святого Фомы. Справа — капелла с росписями, представляющими Святого Франциска. Как говорят, храм был основан Кристофоро Ченчи, а теперь принадлежит Феличе и Кристофоро Ченчи, наследникам предыдущего… В церкви есть захоронения для детей, одно для мужчин, одно для женщин. Есть праздник Святого Фомы с первой и второй вечерней. Баптистерия нет, потому что крестят в церкви Святого Лаврентия в Дамасе. На двери есть надпись, которая напоминает нам, что церковь находилась под покровительством семьи Ченчи. В 1554 году Рокко Ченчи получил от папы Юлия III поручения покровительства церкви … Пий IV в 1559 году буллой «Ratione congruit» подтвердил вышеупомянутую уступку, которую выполнили епископы Тиволи … В церкви есть три алтаря под образом Святого Фомы, слева — Распятие и Святая Екатерина… В приходе около двадцати пяти домов. На колокольне два колокола
Позднее церковь принадлежала Братству Веттурини, которое каждый год 11 сентября проводило мессу в память о мученической смерти Беатриче и Джакомо Ченчи. В наше время церковь является приходской и в ней же размещается Ассоциация малых церквей (Associazione Famiglia Piccola Chiesa).
Интерьер церкви имеет прямоугольный план; в главном алтаре хранится тондо из «голубой мурры» (голубого иолита), очень редкой разновидности камня, единственной известной в Риме; в первой капелле слева — картины «Истории Девы Марии Сермонетской» (1585). Частично сохранились росписи Джироламо Сичоланте да Сермонета.